# 雲斑手躄魚
雲斑手躄魚是輻鰭魚綱鮟鱇目躄魚亞目躄魚科的其中一種，為熱帶海水魚，分布於東太平洋區，從加利福尼亞灣至厄瓜多海域，棲息深度0-38公尺，體長可達8公分，棲息在岩礁區，與海綿共生，生活習性不明。